# Драфт НБА 2016
Драфт НБА 2016 року відбувся 23 червня в Барклайс-центрі в Брукліні. Його транслював по національному телебаченню телеканал ESPN і вперше в історії драфтів транслювала в режимі live streamed компанія The Vertical. Команди Національної баскетбольної асоціації (NBA) по черзі вибирали найкращих випускників коледжів, а також інших кандидатів, офіційно зареєстрованих для участі в драфті, зокрема іноземців. Драфтова лотерея пройшла під час плей-оф, 17 травня. Уперше з часів запровадження лотереї, 1985 року, всі команди, які не потрапили до плей-оф отримали драфти саме в тому порядку, в якому й мали це зробити, а саме Філадельфія Севенті-Сіксерс з рекордом 10 перемог і 72 поразки отримала перший вибір, Лос-Анджелес Лейкерс 2-й тощо, у зворотньому відліку від останнього місця в регулярному сезоні 2015–2016.

## Драфт
| РЗ | Розігруючий захисник | АЗ | Атакувальний захисник | ЛФ | Легкий форвард | ВФ | Важкий форвард | C | Центровий |

| * | Позначає гравців, які взяли участь принаймні в одній грі матчу всіх зірок НБА і потрапили до Збірної всіх зірок НБА |
| + | Позначає гравців, які взяли участь принаймні в одній грі матчу всіх зірок НБА                                       |
| x | Позначає гравців, які принаймні один раз потрапили до Збірної всіх зірок НБА                                        |
| # | Позначає гравців, які жодного разу не грали в регулярному сезоні НБА або плей-оф                                    |

| Рнд. | Вибір | Гравець              | Поз.  | Громадянство      | Команда НБА                                                                          | Коледж/клуб                           |
| ---- | ----- | -------------------- | ----- | ----------------- | ------------------------------------------------------------------------------------ | ------------------------------------- |
| 1    | 1     | Бен Сіммонс#         | PF/SF | Австралія         | Філадельфія Севенті-Сіксерс                                                          | ЛСЮ (Фр.)                             |
| 1    | 2     | Брендон Інграм       | SF    | США               | Лос-Анджелес Лейкерс                                                                 | Дьюк (Фр.)                            |
| 1    | 3     | Джейлен Браун        | SF    | США               | Бостон Селтікс (від Бруклін)                                                         | Каліфорнія (Фр.)                      |
| 1    | 4     | Драган Бендер        | PF/C  | Хорватія          | Фінікс Санз                                                                          | Maccabi FOX Tel Aviv (Ізраїль)        |
| 1    | 5     | Кріс Данн            | PG    | США               | Міннесота Тімбервулвз                                                                | Провіденс (Дж.)                       |
| 1    | 6     | Бадді Гілд           | SG    | Багамські Острови | Нью-Орлінс Пеліканс                                                                  | Оклахома (Ср.)                        |
| 1    | 7     | Джамал Мюррей        | SG/PG | Канада            | Денвер Наггетс (від Нью-Йорк)                                                        | Кентуккі (Фр.)                        |
| 1    | 8     | Маркіз Крісс         | PF    | США               | Сакраменто Кінґс (проданий у Фінікс Санз)                                            | Вашингтон (Фр.)                       |
| 1    | 9     | Якоб Пельтль         | C     | Австрія           | Торонто Репторз (від Денвер через Нью-Йорк)                                          | Юта (Соф.)                            |
| 1    | 10    | Тон Мейкер           | PF    | Австралія         | Мілвокі Бакс                                                                         | Підготовча школа Оранджевіля (Канада) |
| 1    | 11    | Домантас Сабоніс     | PF/C  | Литва             | Орландо Меджик (проданий у Оклахома-Сіті Тандер)                                     | Гонзага (Соф.)                        |
| 1    | 12    | Торін Прінс          | PF    | США               | Юта Джаз (проданий у Атланта Гокс)                                                   | Бейлор Беарз (Ср.)                    |
| 1    | 13    | Йоргос Папаянніс     | C     | Греція            | Фінікс Санз (від Вашингтон, проданий у Сакраменто Кінґс)                             | Панатінаїкос (Греція)                 |
| 1    | 14    | Дензел Велентайн     | SG/SF | США               | Чикаго Буллз                                                                         | Мічиган Стейт (Ср.)                   |
| 1    | 15    | Хуан Ернангомес      | SF/PF | Іспанія           | Денвер Наггетс (від Х'юстон)                                                         | Мовістар Естудіантес (Іспанія)        |
| 1    | 16    | Гершон Ябузеле#      | PF    | Франція           | Бостон Селтікс (від Даллас)                                                          | Руан Метрополь (Франція)              |
| 1    | 17    | Вейд Болдвін IV      | PG    | США               | Мемфіс Ґріззліс                                                                      | Вандербілт (Соф.)                     |
| 1    | 18    | Генрі Елленсон       | PF    | США               | Детройт Пістонс                                                                      | Маркетт (Фр.)                         |
| 1    | 19    | Малік Бізлі          | SG    | США               | Денвер Наггетс (від Портленд)                                                        | Флорида Стейт (Фр.)                   |
| 1    | 20    | Каріс Леверт         | SG    | США               | Індіана Пейсерз (проданий у Бруклін Нетс)                                            | Мічиган (Ср.)                         |
| 1    | 21    | Деандре Бембрі       | SF    | США               | Атланта Гокс                                                                         | Сейнт Джозефс (Дж.)                   |
| 1    | 22    | Малакай Річардсон    | SG    | США               | Шарлотт Горнетс (проданий у Сакраменто Кінґс)                                        | Сірак'юс (Фр.)                        |
| 1    | 23    | Анте Жижич#          | C     | Хорватія          | Бостон Селтікс                                                                       | Цибона (Хорватія)                     |
| 1    | 24    | Тімоте Луваву-Кабаро | SG/SF | Франція           | Філадельфія Севенті-Сіксерс (від Маямі через Клівленд)                               | Мега Лекс (Сербія)                    |
| 1    | 25    | Бріс Джонсон         | PF    | США               | Лос-Анджелес Кліпперс                                                                | Північна Кароліна (Ср.)               |
| 1    | 26    | Фуркан Коркмаз#      | SG/SF | Туреччина         | Філадельфія Севенті-Сіксерс (від Оклахома Сіті через Клівленд і Денвер)              | Анадолу Ефес (Туреччина)              |
| 1    | 27    | Паскаль Сіакам       | PF    | Камерун           | Торонто Репторз                                                                      | Нью-Мексико Стейт (Соф.)              |
| 1    | 28    | Скаль Лабісьє        | PF/C  | Гаїті             | Фінікс Санз (від Клівленд через Бостон проданий у Сакраменто Кінґс)                  | Кентуккі (Фр.)                        |
| 1    | 29    | Дежонте Маррей       | PG/SG | США               | Сан-Антоніо Сперс                                                                    | Вашингтон (Фр.)                       |
| 1    | 30    | Демьєн Джонс         | C     | США               | Голден-Стейт Ворріорс                                                                | Вандербілт (Дж.)                      |
| 2    | 31    | Дейонта Девіс        | PF/C  | США               | Бостон Селтікс (від Філадельфія через Маямі проданий у Мемфіс Ґріззліс)              | Мічиган Стейт (Фр.)                   |
| 2    | 32    | Івіца Зубач          | C     | Хорватія          | Лос-Анджелес Лейкерс                                                                 | Мега Лекс (Сербія)                    |
| 2    | 33    | Шейк Діалло          | PF/C  | Малі              | Лос-Анджелес Кліпперс (від Бруклін, проданий у Нью-Орлінс Пеліканс)                  | Канзас (Фр.)                          |
| 2    | 34    | Тайлер Юліс          | PG    | США               | Фінікс Санз                                                                          | Кентуккі (Соф.)                       |
| 2    | 35    | Раде Загорач#        | SG/SF | Сербія            | Бостон Селтікс (від Міннесота через Нью-Орлінс і Фінікс, проданий у Мемфіс Ґріззліс) | Мега Лекс (Сербія)                    |
| 2    | 36    | Малкольм Брогдон     | PG/SG | США               | Мілвокі Бакс (від Нью-Орлінс через Сакраменто)                                       | Вірджинія (Ср.)                       |
| 2    | 37    | Чінану Онуаку        | PF/C  | США               | Х'юстон Рокетс (від Нью-Йорк через Портленд і Сакраменто)                            | Луїсвілл (Соф.)                       |
| 2    | 38    | Патрік МакКо         | SG/SF | США               | Мілвокі Бакс (проданий у Голден-Стейт Ворріорс)                                      | УНВЛ (Соф.)                           |
| 2    | 39    | Давід Мішіно#        | PG    | Франція           | Нью-Орлінс Пеліканс (від Денвер через Філадельфія, проданий у Лос-Анджелес Кліпперс) | Елан Шалон (Франція)                  |
| 2    | 40    | Даймонд Стоун        | C     | США               | Нью-Орлінс Пеліканс (від Сакраменто, проданий у Лос-Анджелес Кліпперс)               | Меріленд (Фр.)                        |
| 2    | 41    | Стівен Зіммерман     | PF/C  | США               | Орландо Меджик                                                                       | УНВЛ (Фр.)                            |
| 2    | 42    | Айзая Вайтгед        | PG/SG | США               | Юта Джаз (проданий у Бруклін Нетс)                                                   | Сетон Голл (Соф.)                     |
| 2    | 43    | Джоу Ці#             | C     | КНР               | Х'юстон Рокетс                                                                       | Синьцзян Флаїнг Тайгерс (Китай)       |
| 2    | 44    | Ізая Кордіньє#       | SG    | Франція           | Атланта Гокс (від Вашингтон)                                                         | ASC Denain-Voltaire (Франція)         |
| 2    | 45    | Деметріус Джексон    | PG    | США               | Бостон Селтікс (від Мемфіс через Денвер і Даллас)                                    | Нотр-Дам (Дж.)                        |
| 2    | 46    | Ей Джей Гаммонс      | C     | США               | Даллас Маверікс                                                                      | Пердью (Ср.)                          |
| 2    | 47    | Джейк Лейман         | SF    | США               | Орландо Меджик (від Чикаго, проданий у Портленд Трейл-Блейзерс)                      | Меріленд (Ср.)                        |
| 2    | 48    | Пауль Ціпзер         | SG/SF | Німеччина         | Чикаго Буллз (від Портленд через Клівленд)                                           | Баварія (Німеччина)                   |
| 2    | 49    | Майкл Гбініже        | SF    | Нігерія           | Детройт Пістонс                                                                      | Сірак'юс (Ср.)                        |
| 2    | 50    | Жорж Ньян            | PF    | США               | Індіана Пейсерз                                                                      | Айова Стейт (Ср.)                     |
| 2    | 51    | Бен Бентіл           | PF    | Гана              | Бостон Селтікс (від Маямі)                                                           | Провіденс (Соф.)                      |
| 2    | 52    | Джоель Боломбой      | PF/C  | Україна           | Юта Джаз (від Бостон через Мемфіс)                                                   | Вебер Стейт (Ср.)                     |
| 2    | 53    | Петр Корнельє#       | PF    | Франція           | Денвер Наггетс (від Шарлотт через Оклахома Сіті)                                     | Ле-Ман Сарт (Франція)                 |
| 2    | 54    | Кей Фелдер           | PG    | США               | Атланта Гокс (проданий у Клівленд Кавальєрс)                                         | Окленд (Дж.)                          |
| 2    | 55    | Маркус Пейдж#        | PG    | США               | Бруклін Нетс (from ЛА Кліпперс, проданий у Юта Джаз)                                 | Північна Кароліна (Ср.)               |
| 2    | 56    | Деніел Гемілтон#     | SG/SF | США               | Денвер Наггетс (від Оклахома Сіті, проданий в Оклахома-Сіті Тандер)                  | Коннектикут (Соф.)                    |
| 2    | 57    | Ван Джелінь#         | C     | КНР               | Мемфіс Ґріззліс (від Торонто)                                                        | Фуцзянь Сюньсін (Китай)               |
| 2    | 58    | Абдель Надер#        | SF    | Єгипет            | Бостон Селтікс (від Клівленд)                                                        | Айова Стейт (Ср.)                     |
| 2    | 59    | Айзая Казінс#        | PG/SG | США               | Сакраменто Кінґс (від Сан-Антоніо)                                                   | Оклахома (Ср.)                        |
| 2    | 60    | Тайрон Воллас#       | PG    | США               | Юта Джаз (від Голден-Стейт)                                                          | Каліфорнія (Ср.)                      |

## Помітні гравці, яких не задрафтовано
Цих гравців не було вибрано під час драфту 2016 року, але вони зіграли принаймні в одній грі регулярного сезону або плей-оф НБА.
| Гравець                 | Поз.  | Громадянство | Коледж/Клуб            |
| ----------------------- | ----- | ------------ | ---------------------- |
| Рон Бейкер              | АЗ/PG | США          | Вічита Стейт (Ср.)     |
| Йоггі Феррелл           | РЗ    | США          | Індіана (Ср.)          |
| Доріан Фінні-Сміт       | ЛФ    | США          | Флорида (Ср.)          |
| Брін Форбс              | РЗ    | США          | Мічиган Стейт (Ср.)    |
| Патрісіо Гаріно         | АЗ/SF | Аргентина    | Лжордж Вашингтон (Ср.) |
| Маркус Жорж-Гант        | АЗ    | США          | Джорджия Тек (Ср.)     |
| Даньюел Гауз            | АЗ    | США          | Texas A&M (Ср.)        |
| Деррік Джонс (молодший) | ЛФ    | США          | УНВЛ (Фр.)             |
| Шон Лонг                | ВФ    | США          | Луїзіана-Лафаєтт (Ср.) |
| Шелдон МакКлеллан       | АЗ    | США          | Маямі (Флорида) (Ср.)  |
| Девід Нваба             | АЗ    | США          | Кал Полі (Ср.)         |
| Деніел Очефу            | ВФ    | США          | Вілланова (Ср.)        |
| Гарі Пейтон II          | РЗ    | США          | Орегон Стейт (Ср.)     |
| Маршал Пламлі           | C     | США          | Дьюк (Ср.)             |
| Алекс Пойтресс          | ЛФ/PF | США          | Кентуккі (Ср.)         |
| Тім Квотерман           | РЗ/SG | США          | ЛСЮ (Дж.)              |
| Вейн Селден             | РЗ/SG | США          | Канзас (Дж.)           |
| Айзея Тейлор            | РЗ    | США          | Техас (Дж.)            |
| Майк Тобі               | C     | США          | Вірджинія (Ср.)        |
| Джеррод Ютофф           | ВФ    | США          | Айова (Ср.)            |
| Фред ВанВліт            | РЗ    | США          | Вічита Стейт (Ср.)     |
| Трой Вільямс            | ЛФ    | США          | Індіана (Дж.)          |
| Кайл Вілчер             | ВФ/SF | США Канада   | Гонзага (Ср.)          |

## Драфтова лотерея
| ^ | Позначає дійсний результат лотереї |

| Team                        | Результати в сезоні 2015–2016 | Шанси в лотереї | Ймовірності лотереї | Ймовірності лотереї | Ймовірності лотереї | Ймовірності лотереї | Ймовірності лотереї | Ймовірності лотереї | Ймовірності лотереї | Ймовірності лотереї | Ймовірності лотереї | Ймовірності лотереї | Ймовірності лотереї | Ймовірності лотереї | Ймовірності лотереї | Ймовірності лотереї |
| Team                        | Результати в сезоні 2015–2016 | Шанси в лотереї | 1-й                 | 2-й                 | 3-й                 | 4-й                 | 5-й                 | 6-й                 | 7-й                 | 8-й                 | 9-й                 | 10-й                | 11-й                | 12-й                | 13-й                | 14-й                |
| --------------------------- | ----------------------------- | --------------- | ------------------- | ------------------- | ------------------- | ------------------- | ------------------- | ------------------- | ------------------- | ------------------- | ------------------- | ------------------- | ------------------- | ------------------- | ------------------- | ------------------- |
| Філадельфія Севенті-Сіксерс | 10–72                         | 250             | ,250^               | ,215                | ,178                | ,357                | —                   | —                   | —                   | —                   | —                   | —                   | —                   | —                   | —                   | —                   |
| Лос-Анджелес Лейкерс        | 17–65                         | 199             | ,199                | ,188^               | ,171                | ,319                | ,123                | —                   | —                   | —                   | —                   | —                   | —                   | —                   | —                   | —                   |
| Бруклін Нетс1[›]            | 21–61                         | 156             | ,156                | ,157                | ,156^               | ,226                | ,265                | ,040                | —                   | —                   | —                   | —                   | —                   | —                   | —                   | —                   |
| Фінікс Санз                 | 23–59                         | 119             | ,119                | ,126                | ,133                | ,099^               | ,350                | ,161                | ,013                | —                   | —                   | —                   | —                   | —                   | —                   | —                   |
| Міннесота Тімбервулвз       | 29–53                         | 88              | ,088                | ,097                | ,107                | —                   | ,261^               | ,360                | ,084                | ,004                | —                   | —                   | —                   | —                   | —                   | —                   |
| Нью-Орлінс Пеліканс         | 30–52                         | 63              | ,063                | ,071                | ,081                | —                   | —                   | ,440^               | ,304                | ,040                | ,001                | —                   | —                   | —                   | —                   | —                   |
| Нью-Йорк Нікс2[›]           | 32–50                         | 43              | ,043                | ,049                | ,058                | —                   | —                   | —                   | ,599^               | ,232                | ,018                | ,000                | —                   | —                   | —                   | —                   |
| Сакраменто Кінґс            | 33–49                         | 19              | ,019                | ,022                | ,027                | —                   | —                   | —                   | —                   | ,724^               | ,197                | ,011                | ,000                | —                   | —                   | —                   |
| Денвер Наггетс3[›]          | 33–49                         | 19              | ,019                | ,022                | ,027                | —                   | —                   | —                   | —                   | —                   | ,784^               | ,143                | ,005                | ,000                | —                   | —                   |
| Мілвокі Бакс                | 33–49                         | 18              | ,018                | ,021                | ,025                | —                   | —                   | —                   | —                   | —                   | —                   | ,846^               | ,087                | ,002                | ,000                | —                   |
| Орландо Меджик              | 35–47                         | 8               | ,008                | ,009                | ,012                | —                   | —                   | —                   | —                   | —                   | —                   | —                   | ,907^               | ,063                | ,001                | ,000                |
| Юта Джаз                    | 40–42                         | 7               | ,007                | ,008                | ,010                | —                   | —                   | —                   | —                   | —                   | —                   | —                   | —                   | ,935^               | ,039                | ,000                |
| Вашингтон Візардс4[›]       | 41–41                         | 6               | ,006                | ,007                | ,009                | —                   | —                   | —                   | —                   | —                   | —                   | —                   | —                   | —                   | ,960^               | ,018                |
| Чикаго Буллз                | 42–40                         | 5               | ,005                | ,006                | ,007                | —                   | —                   | —                   | —                   | —                   | —                   | —                   | —                   | —                   | —                   | ,982^               |

^ 1: Бостон Селтікс придбав the Бруклін Нетс' pick automatically.

^ 2: Денвер Наггетс exercised the option to swap first round picks with the Нью-Йорк Нікс.

^ 3: Торонто Репторз acquired the lesser of the Денвер Наггетс' pick and the Нью-Йорк Нікс' pick.

^ 4: Фінікс Санз acquired the Вашингтон Візардс' pick because it fell outside the top nine.

## Обміни до драфту
1. 1 2  

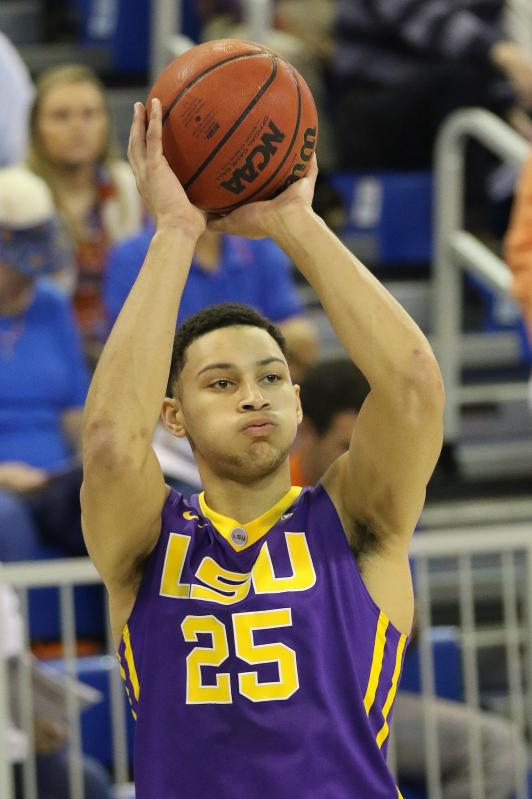
Філадельфія Севенті-Сіксерс вибрав Бена Сіммонса під першим загальним номером.

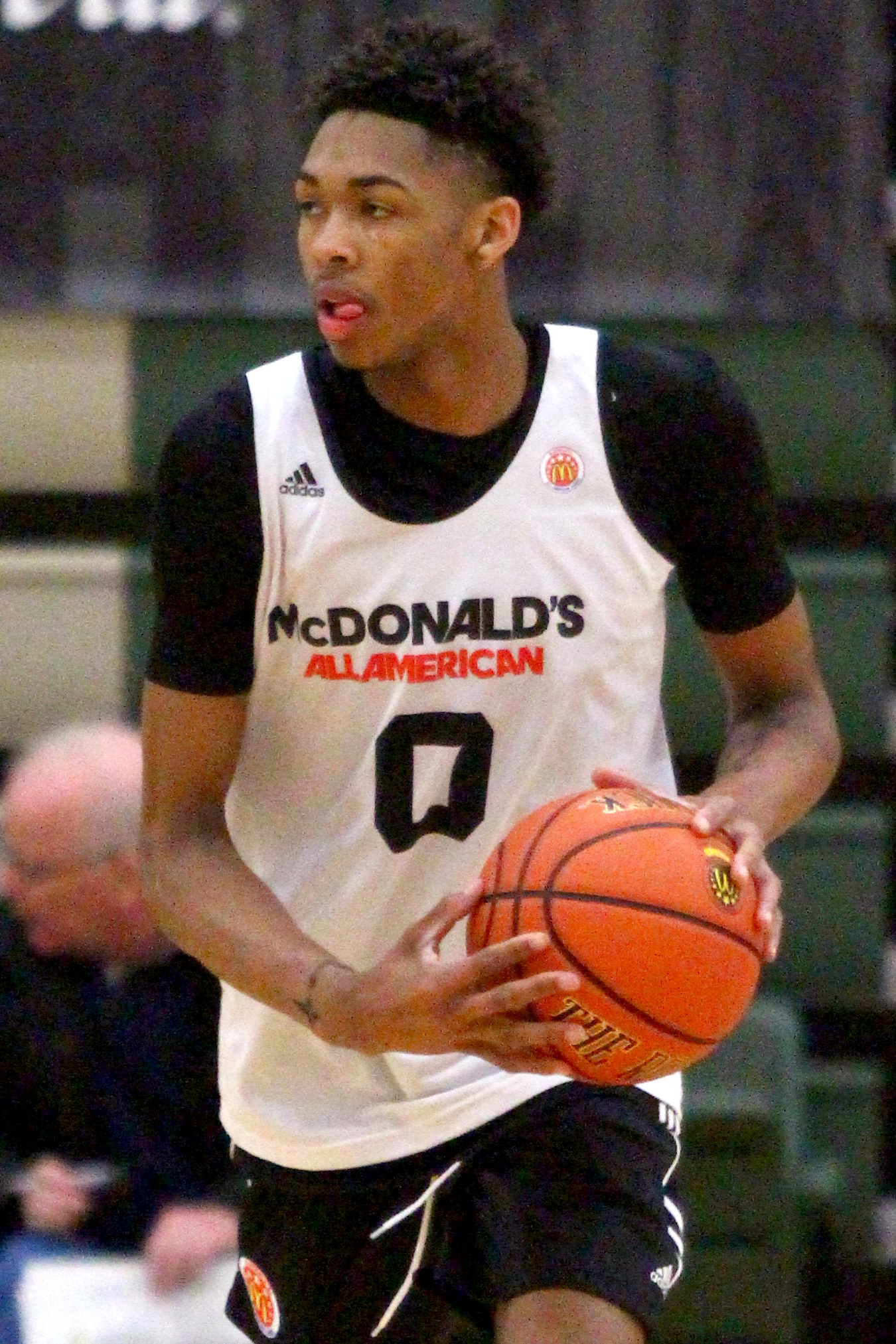
Лос-Анджелес Лейкерс вибрав Брендона Інграма під другим номером.

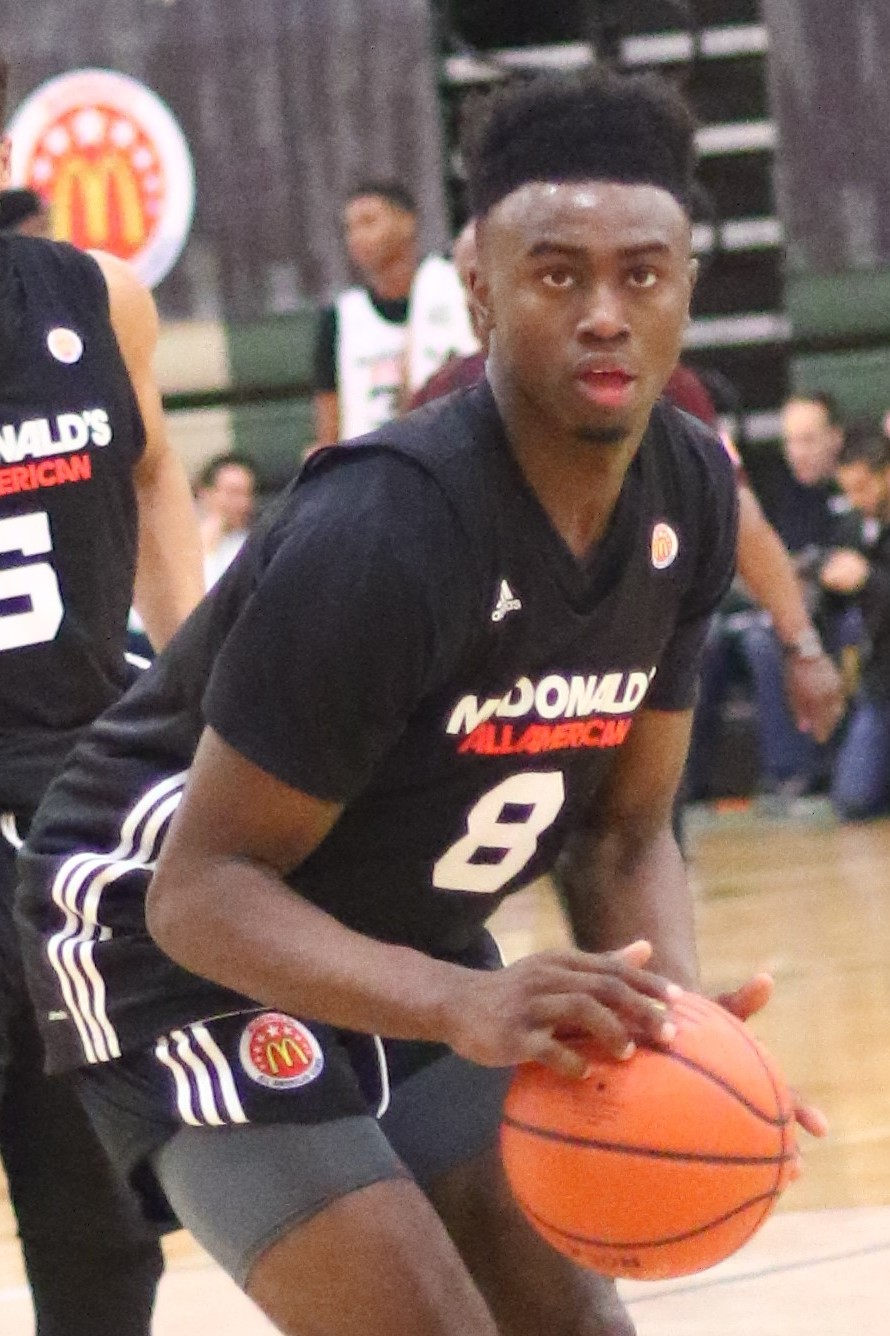
Бостон Селтікс вибрав Джейлена Брауна під третім номером.

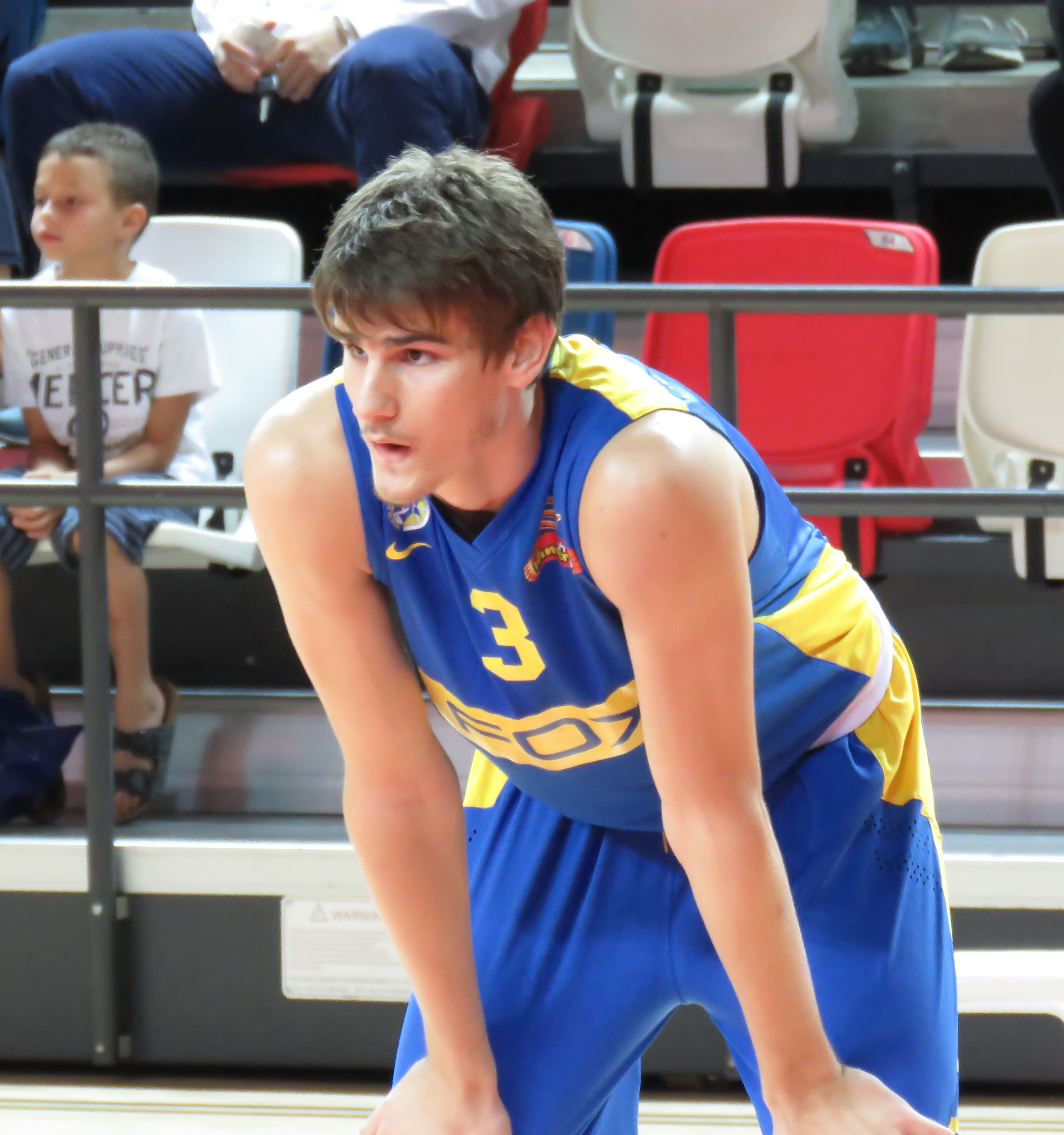
Фінікс Санз вибрав Драгана Бендера під четвертим номером.

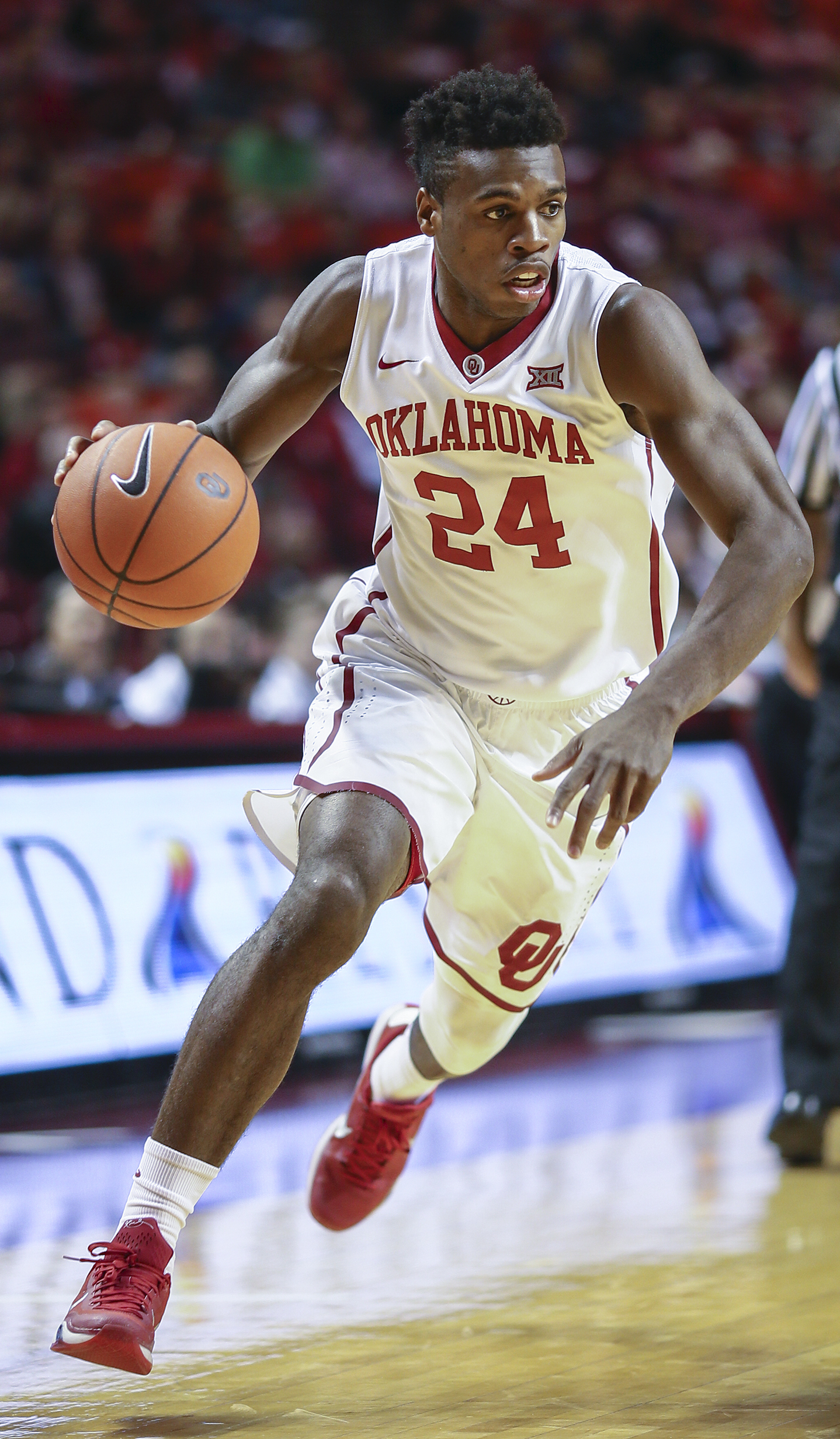
Нью-Орлінс Пеліканс вибрав Бадді Гілда під шостим номером.

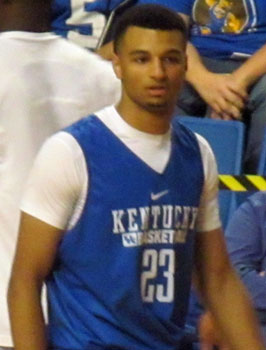
Денвер Наггетс вибрав Джамала Мюррея під сьомим номером.

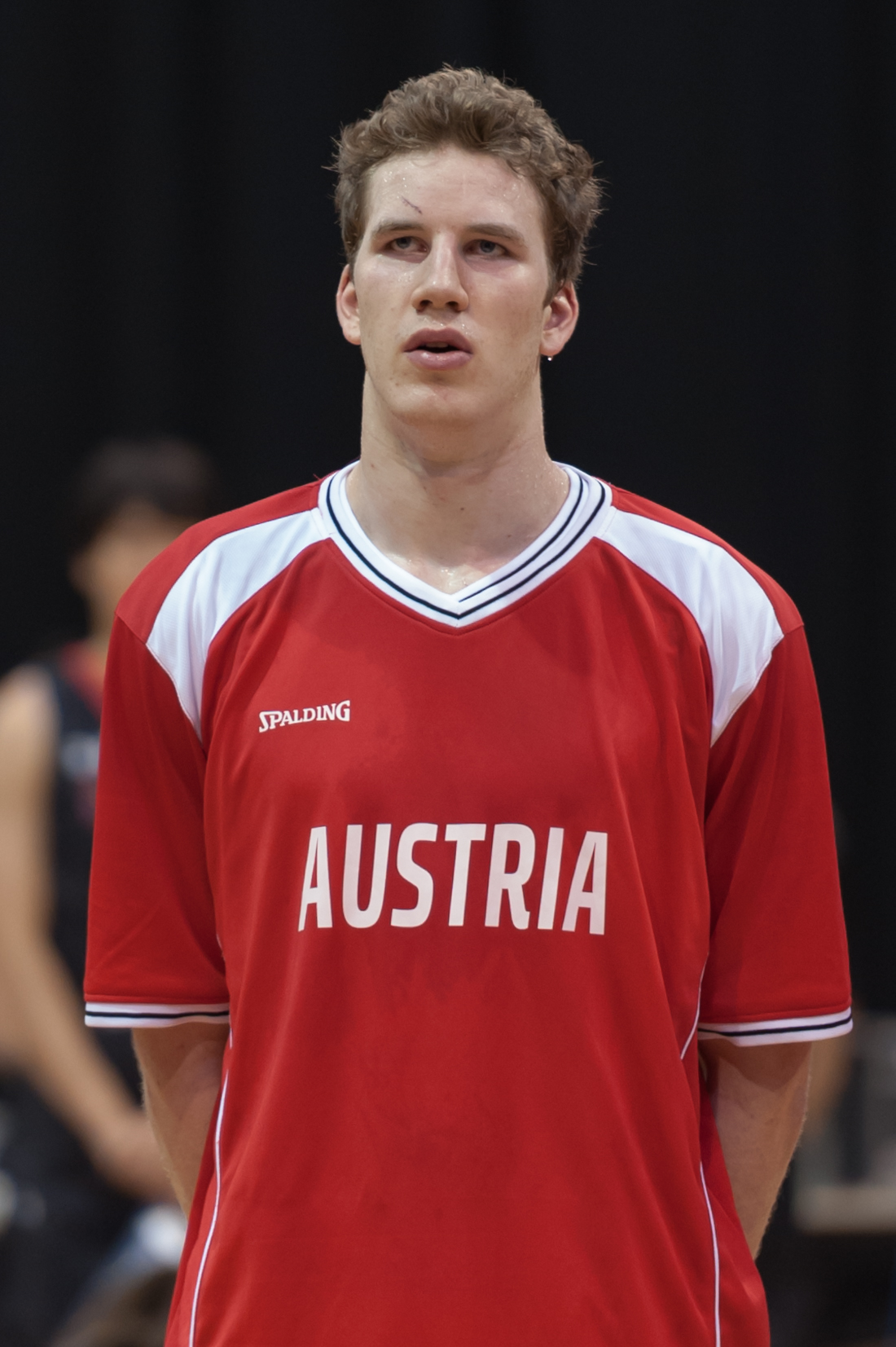
Торонто Репторз вибрав Якоба Пельтля під дев'ятим номером.

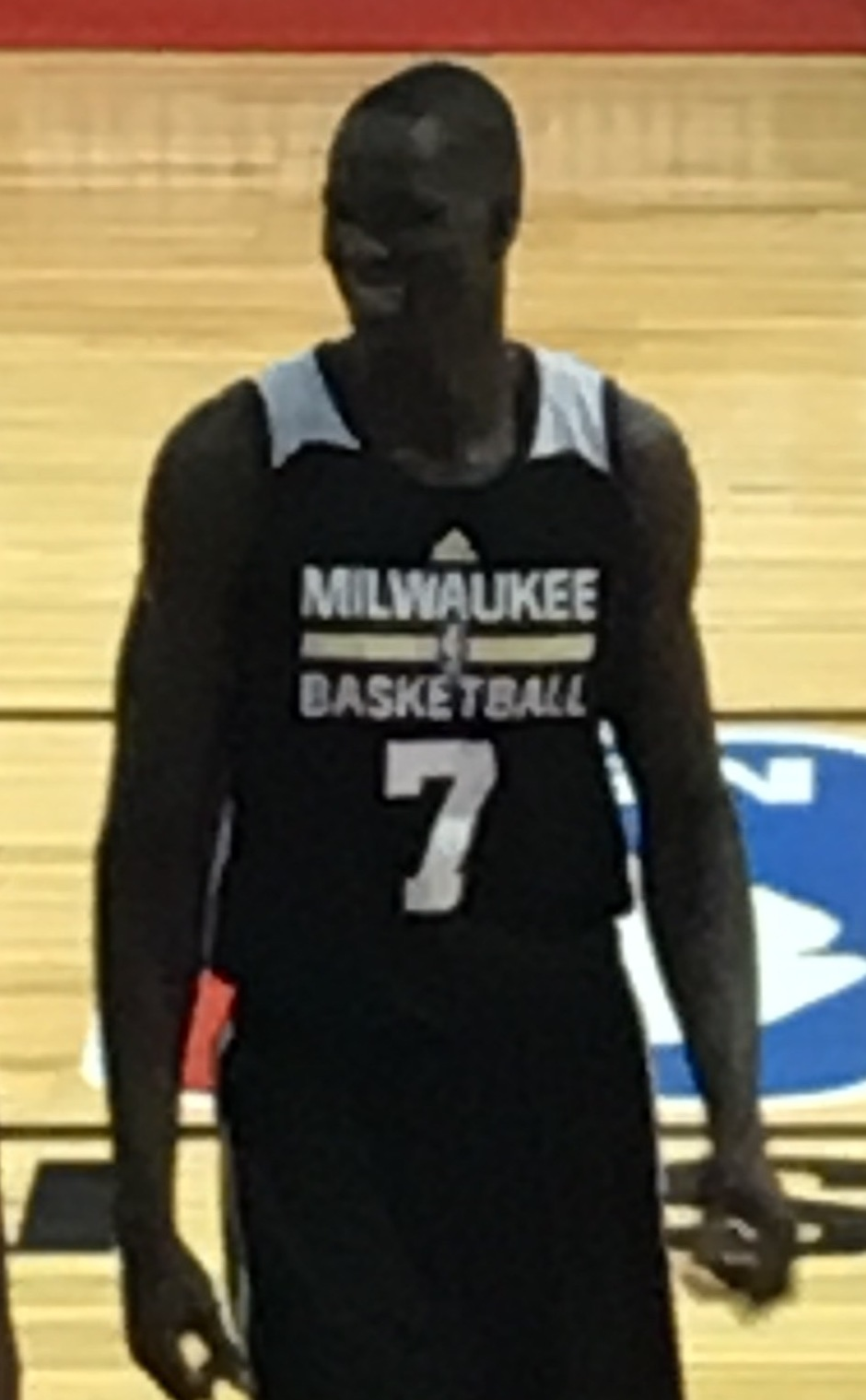
Тон Мейкер був першим гравцем старших класів середньої школи, якого вибрали в першому раунді, від часів драфту 2005. Його вибрав десятим Мілвокі Бакс.

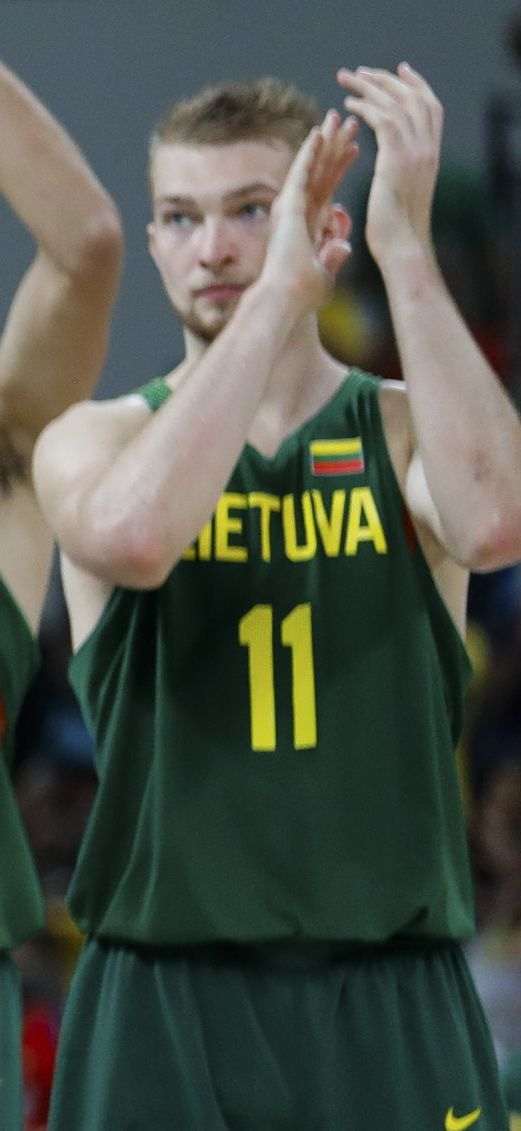
Оклахома-Сіті Тандер вибрала Домантаса Сабоніса, сина члена Баскетбольної зали слави і колишньої міжнародної суперзірки Арвідаса Сабоніса, під одинадцятим номером через Орландо Меджик.

12 липня 2013: від Бруклін Нетс до Бостон Селтікс[3]
  - Бостон придбав Джеральд Воллес, Кріс Гамфріс, Кіт Боганс, МарШон Брукс, Кріс Джозеф, драфт-пік першого раунду 2014 року, драфт-пік першого раунду 2016 року, драфт-пік першого раунду 2018 року і опцію на обмін драфт-піками 2017 року
  - Бруклін придбав Пола Пірса, Кевіна Гарнетта, Джейсона Террі і Ді Джей Вайта
2. 1 2  
22 лютого 2011: від Нью-Йорк Нікс до Денвер Наггетс (тристоронній обмін)[4][5]
  - Денвер придбав Вілсона Чандлера, Реймонда Фелтона, Даніло Галлінарі, Тимофія Мозгова, драфт-пік першого раунду 2014 року, драфт-піки другого раунду 2012 і 2013 років, опцію на обмін драфт-піками 2016 року і грошову винагороду від New York
  - Денвер придбав Коста Куфос від Міннесоти
  - Нью-Йорк придбав Кармело Ентоні, Чонсі Біллапса, Ентоні Картера, Реналдо Балкмана і Шелдена Вільямса від Денвера
  - Нью-Йорк придбав Корі Брюера від Міннесоти
  - Міннесота придбала драфт-пік другого раунду 2015 року від Денвера
  - Міннесота придбала Ентоні Рендольфа, Едді Каррі і грошову винагороду від Нью-Йорка
3. 1 2  
10 липня 2013: від Нью-Йорк Нікс до Торонто Репторз[6]
  - Торонто придбав Маркуса Кембі, Стіва Новака, Квентіна Річардсона, драфт-пік першого раунду 2016 року, драфт-піки другого раунду 2014 і 2017 років
  - Нью-Йорк придбав Андреа Барньяні
4. ↑  
22 червня 2016: від Юта Джаз до Атланта Гокс (тристоронній обмін з Індіана Пейсерз)[7]
  - Атланта придбала драфт-пік Юти в першому раунді
  - Юта придбала Джорджа Гілла від Індіани
  - Індіана придбала Джеффа Тіга від Атланти
5. 1 2  
18 лютого 2016: від Вашингтон Візардс до Фінікс Санз[8][9]
  - Фінікс придбав Кріса Гамфріса, Дежуана Блера і драфт-пік першого раунду 2016 року (з захистом у топ 9 2016 року)
  - Вашингтон Візардс придбав Маркіффа Морріса
6. ↑  
20 липня 2015: від Х'юстон Рокетс до Денвер Наггетс[10]
  - Денвер придбав Джоуі Дорсі, Ніка Джонсона, Костаса Папаніколау, Пабло Пріджионі, драфт-пік першого раунду 2016 року і грошову винагороду.
  - Х'юстон придбав Тая Лоусона і драфт-пік другого раунду 2017 року
7. 1 2  
18 грудня 2014: від Даллас Маверікс до Бостон Селтікс[11]
  - Бостон придбав джея Краудера, Джаміра Нельсона, Брендана Райта, драфт-пік першого раунду (з захистом за межами топ 3 і вибором між 15-м і 30-м піками 2015 року, топ 7 2016) і драфт-піком другого раунду 2016 року
  - Даллас придбав Раджона Рондо і Двайта Павелла
8. ↑  
19 лютого 2015: від Портленд Трейл-Блейзерс до Денвер Наггетс[12]
  - Денвер придбав Білла Бартона, Віктора Клавера, Томаса Робінсона і драфт-пік першого раунду 2016 року (захищений топ 14 у 2016–2017 роках)
  - Портленд придбав Аррона Аффлало і Алонсо Джі
9. ↑  
9 липня 2010: від Маямі Гіт до Клівленд Кавальєрс[13]
  - Клівленд придбав драфт-пік другого раунду 2011 року, драфт-пік другого раунду 2012 року, драфт-пік першого раунду 2013 року, і майбутній драфт-пік першого раунду (з захистом топ 10 у 2015–2016 роках)
  - Маямі придбав Леброна Джеймса

23 серпня 2014: від Клівленд Кавальєрс до Філадельфія Севенті-Сіксерс (тристоронній обмін з Міннесота Тімбервулвз)[14][15]
  - Філадельфія придбала Люк Мба-а-Муте, Олексія Шведа і умовний драфт-пік Маямі в першому раунді
  - Клівленд придбав Кевіна Лава
  - Міннесота придбала Ендрю Віггінса, Ентоні Беннетта і Таддеуса Янга
10. ↑  
5 січня 2015: від Оклахома-Сіті Тандер до Клівленд Кавальєрс (тристоронній обмін з Нью-Йорк Нікс)[16]
  - Клівленд придбав Джейя Ар Сміта, Імана Шамперта, драфт-пік першого раунду (з захистом у топ 18 2015 року, то 15 у 2016–2017 роках)
  - Оклахома Сіті придбала Діона Вейтерса
  - Нью-Йорк придбав Лу Амундсона, Алекса Керка, Ленса Томаса і драфт-пік другого раунду 2019 року

7 січня 2015: від Клівленд Кавальєрс до Денвер Наггетс[17]
  - Денвер придбав умовний драфт-пік Оклахоми в першому раунді і майбутній драфт-пік першого раунду
  - Клівленд придбав Тимофія Мозгова і драфт-пік другого раунду 2015 року

19 лютого 2015: від Денвер Наггетс до Філадельфія Севенті-Сіксерс[18][19]
  - Філадельфія придбала Джавала МакГі, драфтові права на Чуквудібере Маубума і умовний драфт-пік Оклахоми в першому раунді
  - Денвер придбав драфтові права на Дженка Акьола
11. ↑  
10 липня 2014: від Клівленд Кавальєрс до Бостон Селтікс (тристоронній обмін з Бруклін Нетс)[20]
  - Бостон придбав Маркуса Торнтона, Тайлера Зеллера і драфт-пік першого раунду (з захистом топ 10 у 2016–2018 роках)
  - Клівленд придбав драфтові права на Ількана Карамана, Крістіан Драєр і Едіна Бавчича
  - Бруклін придбав Джерретта Джека і Сергія Карасьова[21]

19 лютого 2015: від Бостон Селтікс до Фінікс Санз,[22][23]
  - Фінікс придбав Маркуса Торнтона і умовний драфт-пік Клівленда в першому раунді
  - Бостон придбав Айзею Томаса
12. ↑  
28 червня 2012: від Філадельфія Севенті-Сіксерс до Маямі Гіт,[24][25]
  - Маямі придбав драфтові права на Джастіна Гамільтона і умовний майбутній драфт-пік першого раунду (з захистом у топ 14 у 2013–2015 роках, крім того драфт-піки другого раунду 2015 і 2016 років)
  - Філадельфія придбала драфтові права на Арнетта Мултрі

15 січня 2014: від Маямі Гіт до Бостон Селтікс (тристоронній обмін з Голден-Стейт Ворріорс)[26][27]
  - Бостон придбав Джоель Ентоні, умовний драфт-пік Філадельфії в першому раунді, драфт-пік другого раунду 2016 року від Маямі і грошову винагороду
  - Маямі придбав Тоні Дугласа від Голден Стейт
  - Голден Стейт придбав Джордана Кроуфорда і МарШона Брукса від Бостона
13. 1 2  
11 липня 2012: від Лос-Анджелес Кліпперс до Бруклін Нетс[28]
  - Бруклін придбав Реджі Еванса
  - ЛА Кліпперс придбав опцію обміну драфт-піками другого раунду 2016 року (цього разу вибір Кліпперс близько чи вище 55-го номера)
14. ↑  
13 липня 2012: від Міннесота Тімбервулвз до Нью-Орлінс Горнетс (тепер Пеліканс)
  - Нью-Орлінс придбав права на контракт Бреда Міллера, строк якого закінчувався, драфт-пік другого раунду 2013 року і драфт-пік другого раунду 2016 року
  - Міннесота придбала захищений топ 55 драфт-піку другого раунду 2017 року

27 липня 2012: від Нью-Орлінс Горнетс (тепер Пеліканс) до Фінікс Санз (тристоронній обмін з Minnesota)
  - Фінікс придбав Веслі Джонсона і захищений драфт-пік першого раунду (топ-13 для 2013–2014, топ-12 для 2015–2016) які конвертуються у два драфт-піки другого раунду 2016 і 2017 років від Міннесоти
  - Фінікс придбав права на контракт Бреда Міллера, який закінчувався, і права на контракт ДЖерома Дайсона, який закінчувався, від Нью-Орлінс
  - Нью-Орлінс придбав Робіна Лопеса, Хакіма Ворріка і грошову винагороду від Фінікса
  - Міннесота придбала назад драфт-пік другого раунду 2013 року від Нью-Орлінс і придбала драфт-пік другого раунду 2016 року від Нью-Орлінс
  - Міннесота придбала драфт-пік другого раунду 2014 року від Фінікса (через Лос-Анджелес Лейкерс)

9 січня 2015: від Фінікс Санз до Бостон Селтікс
  - Бостон придбав топ 12 захищений драфт-пік першого раунду 2015 і 2016 років, які конвертуються у два драфт-піки другого раунду 2016 і 2017 років від Фінікса через Міннесоту
  - Фінікс придбав Брендана Райта
15. 1 2 3  
10 липня 2013: від Нью-Орлінс Пеліканс до Сакраменто Кінґс (тристоронній обмін з Портленд Трейл-Блейзерс)
  - Сакраменто придбав драфт-пік другого раунду 2016 року (з опцією обміну з Нью-Орлеан) і драфт-пік другого раунду 2018 року від Портленда
  - Сакраменто придбав Грейвіса Васкеса від Нью-Орлінс
  - Нью-Орлінс придбав Тайріка Еванса від Сакраменто
  - Нью-Орлінс придбав драфтові права на Джеффа Віті від Портленда
  - Портленд придбав Робіна Лопеса і Террела Гарріса від Нью-Орлінс

13 липня 2013: від Сакраменто Кінґс до Мілвокі Бакс
  - Сакраменто придбав Люк Мба-а-Муте
  - Мілвокі придбав драфт-пік з правом обміну другого раунду 2016 року між Сакраменто і Нью-Орлінс, опцію обміну драфт-піками другого раунду 2019 року і майбутні компенсації
16. ↑  
15 липня 2012: від Нью-Йорк Нікс до Портленд Трейл-Блейзерс
  - Портленд придбав Джареда Джеффріса, Дана Галзурича, драфтові права на Костаса Папаніколау і Йоргоса Прінтезіса, а також їхній драфт-пік другого раунду 2016 року
  - Нью-Йорк придбав Реймонд Фелтон і Курта Томаса

10 липня 2013: Портленд Трейл-Блейзерс to Сакраменто Кінґс (тристоронній обмін з Нью-Орлінс Пеліканс)
  - Сакраменто придбав драфт-пік другого раунду 2016 року (з опцією обміну драфт-піками з Нью-Орлінс) і драфт-пік другого раунду 2018 року від Портленда
  - Сакраменто придбав Грейвіса Васкеса від Нью-Орлінс
  - Портленд придбав Робіна Лопеса і Террела Гарріса від Нью-Орлінс
  - Нью-Орлінс придбав Тайріка Еванса від Сакраменто
  - Нью-Орлінс придбав драфтові права на Джеффа Віті від Портленда

17 вересня 2014: від Сакраменто Кінґс до Х'юстон Рокетс[29]
  - Х'юстон придбав Джейсон Террі, драфт-пік другого раунду 2015 року і драфт-пік другого раунду 2016 року
  - Сакраменто придбав Алонсо Джі, Скотті Гопсона і торговельний виняток
17. ↑  
14 грудня 2011: від Нью-Орлінс Горнетс (тепер Нью-Орлінс Пеліканс) до Лос-Анджелес Кліпперс[30]
  - ЛА Кліпперс придбав Кріс Пол, драфт-пік другого раунду 2015 року і майбутній драфт-пік у другому раунді
  - Нью-Орлінс придбав Еріка Гордона, Кріса Камана, Аль-Фарук Аміну, і драфт-пік першого раунду 2012 року

15 березня 2012: від Лос-Анджелес Кліпперс до Вашингтон Візардс (тристоронній обмін з Денвер Наггетс)[31]
  - Вашингтон придбав Браяна Кука і драфт-пік Нью-Орлінса в другому раунді 2015 року від ЛА Кліпперс
  - Вашингтон придбав Нене від Денвера
  - ЛА Кліпперс придбав Ніка Янга від Вашингтона
  - Денвер придбав Джавейла МакГі і Ронні Тюріафа від Вашингтона

20 лютого 2014: від Вашингтон Візардс до Філадельфія Севенті-Сіксерс (тристоронній обмін з Денвер Наггетс)[32][33]
  - Філадельфія придбала Еріка Мейнора і драфт-пік Нью-Орлінса в другому раунді 2015 року від Вашингтона
  - Філадельфія придбала драфт-пік другого раунду 2016 року від Денвера
  - Вашингтон придбав умовний драфт-пік другого раунду 2014 року від Філадельфії
  - Вашингтон придбав Андре Міллера від Денвера
  - Денвер придбав Яна Веселого від Вашингтона

24 грудня 2015: від Філадельфія Севенті-Сіксерс до Нью-Орлінс Пеліканс[34]
  - Філадельфія придбала Іша Сміта
  - Нью-Орлінс придбав два майбутніх драфт-піки другого раунду
18. ↑  
10 липня 2013: від Сакраменто Кінґс до Нью-Орлінс Пеліканс (тристоронній обмін за участю Портленд Трейл-Блейзерс)
  - Сакраменто придбав драфт-пік другого раунду 2016 року (з опцією обміну драфт-піками з Нью-Орлінс) і драфт-пік другого раунду 2018 року від Портленда
  - Сакраменто придбав Грейвіса Васкеса від Нью-Орлінс
  - Нью-Орлінс придбав Тайріка Еванса від Сакраменто
  - Нью-Орлінс придбав драфтові права на Джеффа Віті від Портленда
  - Портленд придбав Робіна Лопеса і Террела Гарріса від Нью-Орлінс
19. ↑  
25 червня 2015: від Вашингтон Візардс до Атланта Гокс
  - Атланта придбала драфтові права на Джеріана Гранта, драфт-пік другого раунду 2016 року і драфт-пік другого раунду 2019 року
  - Вашингтон придбав драфтові права на Келлі Убре
20. ↑  
7 серпня 2009: від Мемфіс Ґріззліс до Денвер Наггетс
  - Денвер придбав захищений топ 55 драфт-піку другого раунду 2016 року (Мемфіс пізніше зняв захист, коли придбав Ніка Калатеса в обміні 2013 року) і торговельний виняток
  - Мемфіс придбав Стівена Гантера, захищений драфт-пік у першому раунді 2010 року і грошову компенсацію

13 грудня 2011: від Денвер Наггетс до Даллас Маверікс
  - Даллас придбав захищений топ 55 драфт-піку другого раунду 2016 року (захист було знято 2013 року внаслідок вищезгаданого обміну з Мемфісом)
  - Денвер придбав Руді Фернандеса і Корі Брюера

18 грудня 2014: від Даллас Маверікс до Бостон Селтікс
  - Бостон придбав Джея Краудера, джаміра Нельсона, Брендана Райта, драфт-пік з захистом топ 7 у першому раунді 2016 року і правом вибору кращого драфт-піку в другому раунді 2016 року між Далласом і Мемфісом
  - Даллас придбав Раджона Рондо і двайта Павелла
21. ↑  
14 липня 2014: від Чикаго Буллз до Орландо Меджик
  - Орландо придбав Ентоні Рендольфа, драфт-пік другого раунду 2015 року від Чикаго або Денвера і драфт-пік другого раунду 2016 року від Чикаго або Портленда
  - Чикаго придбав права на Мілована Раковича
22. ↑  
27 червня 2013: від Портленд Трейл-Блейзерс до Клівленд Кавальєрс
  - Клівленд придбав драфт-пік другого раунду 2015 року і драфт-пік другого раунду 2016 року
  - Портленд придбав драфтові права на Аллена Крабба

6 січня 2014: від Клівленд Кавальєрс до Чикаго Буллз
  - Чикаго придбав права на Ендрю Байнума, захищений драфт-пік першого раунду від Сакраменто, умовну опцію обміну драфт-піками в першому раунді 2015 року, а також драфт-піки в другому раунді 2015 і 2016 років від Портленда
  - Клівленд придбав Луола Денга
23. ↑  
15 січня 2014: від Маямі Гіт до Бостон Селтікс (тристоронній обмін за участю Голден-Стейт Ворріорс)
  - Бостон придбав Джоеля Ентоні і драфт-пік другого раунду 2016 року від Маямі
  - Бостон придбав умовний, на лотерею, драфт пік першого раунду від Голден Стейт через Філадельфію, який виявився драфт-піком другого раунду 2015 року
  - Маямі придбав Тоні Дуглас від Голден Стейт
  - Голден Стейт придбав Джордан Кроуфорд і МарШон Брукс від Бостона
24. ↑  
7 січня 2014: від Бостон Селтікс до Мемфіс Ґріззліс (тристоронній обмін за участю Оклахома-Сіті Тандер)
  - Мемфіс придбав Кортні Лі і драфт-пік другого раунду 2016 року від Бостона
  - Мемфіс придбав грошову компенсацію від Оклахома Сіті
  - Бостон придбав Джеррид Бейлс від Мемфіса
  - Бостон придбав Раян Гомес від Оклахома Сіті
  - Оклахома Сіті придбала умовні драфт-піки другого раунду 2014 і 2017 років від Мемфіса

26 червня 2014: від Мемфіс Ґріззліс до Юта Джаз
  - Юта придбала кращий драфт-пік другого раунду 2016 року між Бостон Селтікс і Торонто Репторз від Мемфіса
  - Мемфіс придбав драфтові права на Джарнелла Стоукса від Юти
25. 1 2  
25 червня 2015: від Шарлотт Горнетс до Оклахома-Сіті Тандер
  - Оклахома Сіті придбала Люка Ріднура і №№ 56–60 захищеного драфт-піку в другому раунді 2016 року від Шарлотт
  - Шарлотт придбала Джеремі Лемба від Оклахома Сіті

18 лютого 2016: від Оклахома-Сіті Тандер до Денвер Наггетс
  - Денвер придбав Ді Джей Огастіна, Стіва Новака, два драфт-піки в другому раунді 2016 року і грошову винагороду від Оклахома Сіті
  - Оклахома Сіті придбала Ренді Фоя
26. ↑  
9 липня 2009: від Торонто Репторз до Мемфіс Ґріззліс (чотиристоронній обмін за участю Орландо Меджик і Даллас Маверікс)
  - Мемфіс придбав драфт-пік другого раунду 2016 року і грошову винагороду від Торонто
  - Мемфіс придбав Джеррі Стекгауза від Далласа
  - Торонто придбав Хедо Тюркоглу від
  - Торонто придбав Девеан Джордж і Антуана Райта від Далласа
  - Орландо придбав грошову компенсацію від Торонто і Далласа
  - Даллас придбав Шон Меріон, Кріс Гамфріс і Нейтан Джавай від Торонто
  - Даллас придбав Грега Бакнера від Мемфіса
27. ↑  
25 вересня 2014: від Клівленд Кавальєрс до Бостон Селтікс
  - Бостон придбав Двайта Павелла, Джона Лукаса, Еріка Мерфі, Малкольма Томаса, драфт-пік другого раунду 2016 року, драфт-пік другого раунду 2017 року і торговельний виняток від Клівленда
  - Клівленд придбав Кіта Боганса, захищений топ 55 драфт-піку другого раунду 2015 року, and захищений топ 55 драфт-піку другого раунду 2017 року від Бостона
28. ↑  
9 липня 2015: від Сан-Антоніо Сперс до Сакраменто Кінґс
  - Сакраменто придбав драфт-пік другого раунду 2016 року від Сан-Антоніо
  - Сан-Антоніо придбав Рея МакКаллума від Сакраменто
29. ↑  
10 липня 2013: від Голден-Стейт Ворріорс до Юта Джаз (тристоронній обмін за участю Денвер Наггетс)
  - Юта придбала Андріса Б'єдріньша, Річарда Джефферсона, Брендона Раша, драфт-піки в першому раунді 2014 і 2017 років, драфт-пік другого раунду 2016 року, драфт-пік другого раунду 2017 року і грошову винагороду від Голден Стейт
  - Юта придбала драфт-пік другого раунду 2018 року від Денвера
  - Голден Стейт придбав Кевіна Мерфі від Юти
  - Голден Стейт придбав Андре Ігуодалу від Денвера
  - Денвер придбав драфт-пік другого раунду 2018 року від Голден Стейт
  - Денвер придбав Ренді Фоя від Юти

## Обміни після драфту
1. 1 2 3  
23 червня 2016: від Сакраменто Кінґс до Фінікс Санз
  - Фінікс придбав драфт-пік першого раунду (№ 8) від Сакраменто
  - Сакраменто придбав два драфт-піки Фінікса (№№ 13 і 28), драфт-пік другого раунду 2020 року, а також драфтові права на Богдана Богдановича
2. ↑  
23 червня 2016: від Орландо Меджик до Оклахома-Сіті Тандер
  - Оклахома придбала драфт-пік Орландо в першому раунді, Віктора Оладіпо і Ерсана Ільясову
  - Орландо придбав Сержа Ібаку
3. ↑  
23 червня 2016: від Індіана Пейсерз до Бруклін Нетс
  - Бруклін придбав драфт-пік Індіани в першому раунді і майбутній драфт-пік у другому раунді
  - Індіана придбала Таддеуса Янга
4. ↑  
23 червня 2016: Шарлотт Горнетс to Сакраменто Кінґс
  - Сакраменто придбав драфт-пік Шарлотт у першому раунді
  - Шарлотт придбала Марко Белінеллі
5. 1 2  
23 червня 2016: від Бостон Селтікс до Мемфіс Ґріззліс
  - Мемфіс придбав драфтові права на №31 драфт-піку (Девіс) і №35 драфт-піку (Загорач)
  - Бостон придбав драфт-пік першого раунду 2019 року
6. 1 2 3  
23 червня 2016: від Лос-Анджелес Кліпперс до Нью-Орлінс Пеліканс
  - Нью-Орлінс придбав драфт-пік Лос-Анджелеса у другому раунді 2016 року (Діалло)
  - ЛА Кліпперс придбав драфтові права на 39-й драфт-пік Нью-Орлеана (Michineau) і 40-й (Стоун)
7. ↑  
23 червня 2016: від Мілвокі Бакс до Голден-Стейт Ворріорс
  - Голден Стейт придбав драфт-пік Мілвокі в другому раунді
  - Мілвокі придбав грошову компенсацію
8. 1 2  
23 червня 2016: від Юта Джаз до Бруклін Нетс
  - Бруклін придбав драфт-пік Юти у другому раунді 2016 року (Whitehead)
  - Юта придбала драфт-пік Брукліна в другому раунді 2016 року (Paige)
9. ↑  
23 червня 2016: від Орландо Меджик до Портленд Трейл-Блейзерс
  - Портленд придбав драфт-пік Орландо в другому раунді 2016 року (Лейман)
  - Орландо придбав драфт-пік другого раунду 2019 року і грошову винагороду
10. ↑  
23 червня 2016: від Атланта Гокс до Клівленд Кавальєрс
  - Клівленд придбав драфт-пік Атланти другого раунду 2016 року (Фелдер)
  - Атланта отримала грошову компенсацію
11. ↑  
23 червня 2016: від Денвер Наггетс до Оклахома-Сіті Тандер
  - Оклахома придбала назад драфт-пік Денвера у другому раунді (Гемілтон)
  - Денвер придбав грошову компенсацію

## Нотатки
1. ↑  Громадянство означає національну збірну гравця, або яку країну він представляє. Якщо гравець не грав на міжнародному рівні, тоді цей пункт означає за збірну якої країни він може грати за правилами FIBA.
2. 1 2  Обидва і Драган Бендер і Івіца Зубач народились у Боснії і Герцеговині, але виступають за збірну Хорватії.
3. ↑  Мейкер народився у місті Вау, яке пізніше стане частиною Південний Судан, але виріс в Австралії.
4. ↑  Сабоніс є громадянином як Литви так і США від народження; він народився в Портленді коли його батько Арвідас грав за Трейл-Блейзерс. Молодший Сабоніс представляв Литву на юніорському і дорослому рівнях.
5. ↑  Michineau народився в Гваделупі, французьких володіннях на Карибах. Це заморський департамент з таким самим політичним статусом, як і департаменти в межах метрополії.
6. ↑  Майкл Гбініже народився в США, але грає за збірну Нігерії від 2015 року.